# Шехзаде (титул)

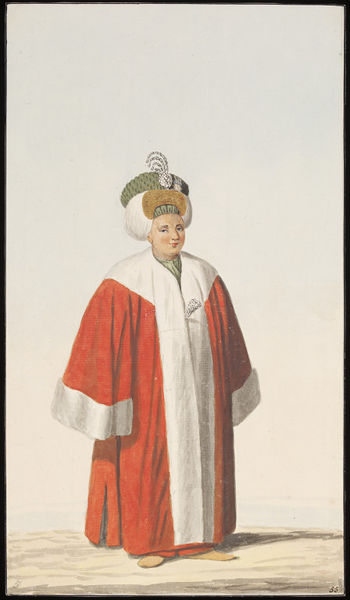
Османський принц. Малюнок невідомого художника, бл. 1809 року

Шехзаде́ (тур. Şehzade) — титул синів султанів Османської імперії.
Титул «Шехзаде» використовувався в Османській імперії для позначення чоловічого потомства султанів. Слово «Шехзаде» перського походження і в перекладі з фарсі означає «син правителя, принц». Як правило, спадкоємці престолу, Шехзаде, призначалися султаном правителями санджаків — адміністративно-територіальних одиниць в Османській імперії.